# Suhad Bahajri
Suhad Bahajri (em árabe: سهاد باحجري‎) é uma química saudita. Tornou-se conhecida por ser a primeira mulher árabe a vencer um prêmio.
Estudou na Universidade do Cairo durante o período que passou pelo Egito e, em 1971, certificou-se na Universidade de Oxford quando se formou em bioquímica quatro anos depois. Após o doutorado, lançou a tese "O Ácido Nucleico".